# 절대지대와 차액지대
절대지대(絶對地代, 독일어: absolute Grundrente)와 차액지대(差額地代, 독일어: Differentialrente)는 카를 마르크스가 《자본론 제3권》에서 지주 계층이 대부분의 토지를 소유하고 농민들에게 지대를 뜯어먹는 상황의 농업 생산에 있어 자본주의 생산방식이 작동하는 기작을 설명하기 위해 소개한 개념이다.
지주는 아무리 토지의 가치가 낮아도 공짜로 빌려주는 짓은 하지 않는다. 모든 땅은 지대를 징수한다. 이것이 절대지대이다. 한편 같은 넓이의 토지도 토지의 특성에 따라 작물 생산량이 달라진다. 이때 임차비용은 토지의 질이 좋을수록 높아지는 것이며, 가장 열등한 지역의 지가와 비교했을 때의 차액분이 차액지대이다.
농장 경영은 지주 본인이 할 수도 있고, 소작인을 시켜먹을 수도 있고, 임노동자를 고용해서 할 수도 있다. 마르크스는 토지 임대 역시 순이자수익, 순생산세금, 산업이윤과 마찬가지로 잉여가치의 일종으로 보았다.

## 차액지대설
차액지대설의 완성자는 리카도이다. 지대는 자연이 주는 혜택물이 아니라 오히려 토지가 양에 있어서 무한이 아니며 질에 있어서도 균일하지 않으며 인구가 증가하여 품질이 떨어지든가 위치가 불편한 토지도 이용됨으로써 성립한다는 것이다. 토지에는 그 풍옥도(豊沃度)라든가 시장에의 거리 등으로 등급을 정할 수 있다. 토지의 이용은 이 두 가지 점을 전제로 하여 보다 나은 토지부터 적용되며 토지 생산물에의 수요가 증가함으로써 그 이용은 품질이 떨어진 토지까지 미치게 된다. 그리하여 열등한 토지로 이용되면 보다 유리한 토지의 이용을 둘러싸고 차지자(借地者) 사이에 경합이 일어나고 유용한 토지의 차용에 지대가 붙게 된다. 그리고 열등한 토지의 이용이 많아짐에 따라 유용한 토지의 지대는 더욱 비싸지고 지대를 낳은 토지도 더욱 증가한다. 각 토지의 지대는 토지의 수확량과 최열등지(最劣等地) 즉 경경(耕境)에서의 수확의 차(差)를 말한다. 차액지대는 이미 이용되고 있는 토지에 자본과 노동이 추가 투입되었을 때에도 발생한다. 이 경우에는 수확체감의 법칙(收穫遞減－法則)이 작용하여 추가되는 노동의 수확은 점차 줄어들 것이다. 그리하여 토지차입에 관한 경쟁의 결과 최종의 추가노동 수확을 넘는 각 투하노동의 수확은 지대로서 토지소유자에게 귀속되는 것이다.  리카도에 의하면 지대의 등귀는 곡물가격이 인구증가 등으로 상승하여 경경(耕境)이 보다 확대됨으로써 야기된다. 즉 지대는 토지로 귀속될 잉여라고 간주되어 임금과 마찬가지로 생산물 가격의 구성요소가 되는 것은 아니다.  그런데 이러한 임대료 내지 잉여를 낳은 것은 반드시 토지에 국한된 것은 아니다. 마셜은 이 지대관념을 확장하여 잉여적 수입을 지대에 준해 취급하고 있다. 예컨대 기업이 그가 소유하는 특정한 자본설비에 의해 단기적으로 타기업 이상의 이윤을 올렸을 경우에는 그 이윤차액(利潤差額)이 특정 자본설비의 준지대(準地代)로 간주된다. 또한 노동자가 특수한 기술이나 숙련으로 말미암아 우대되어 일반의 임금 이상의 소득을 얻는 경우도 이 초과차액은 기술이나 숙련의 준지대로 간주된다.

## 절대지대설
차액지대설에 대한 비판으로서 로드베르투스(J. K. Rodbertus 1805∼1875)를 거쳐 마르크스에 의해 제창되었다. 차액지대설에서는 최열등(最劣等)의 토지가 지대를 지닌다는 것은 논리적으로 성립되지 않으나 마르크스는 모든 토지가 개인에 소유되는 자본주의 경제에서는 최열등의 토지라 해도 지대가 없다면 소유자는 토지이용을 허락할 까닭이 없다고 하며 절대지대 또는 일반적 지대의 존재를 주장했다. 토지 생산물의 가격은 본래의 생산가격에 절대지대를 추가한 액이어야 한다. 마르크스 이론에 있어서는 절대지대는 본래 차지자(借地者)가 생산과정에서 노동자로부터 착취한 잉여가치에서 지급된다고 주장했다.  그런데 농업에 있어서는 가변자본(可變資本) 즉 노동력 구입에 충당되는 자본비율이 공업의 경우보다 크며 따라서 투하자본에 대한 공업보다 잉여가치의 비율도 상대적으로 크다. 각종 유기적 구성을 달리하는 개별자본은 보다 높은 잉여가치를 생산하는 부문으로 경쟁적으로 이동하며 그것을 통해 일반 이윤율이 형성된다. 그러나 토지 생산물에 대해서는 절대지대가 토지에 투하(投下)된 자본이 생산하는 잉여가치를 선취(先取)하고 있어 이를 공제한 농업의 이윤율은 억제되어 타부문으로부터 자본유입(資本流入)이 방해된다. 즉 절대지대는 자본의 자유로운 운동을 방해하며 또한 농산물의 시장가격을 높이는 것으로서 존재하고 있다. 절대지대의 비율은 토지 생산물의 가치와 생산가격의 차액 안에서 토지에 대한 수요와 공급의 관계에서 결정된다. 이상이 마르크스의 견해이다.

## 같이 보기
- 지대 (경제)
- 잉여가치